# Architecture de l'Amérique coloniale

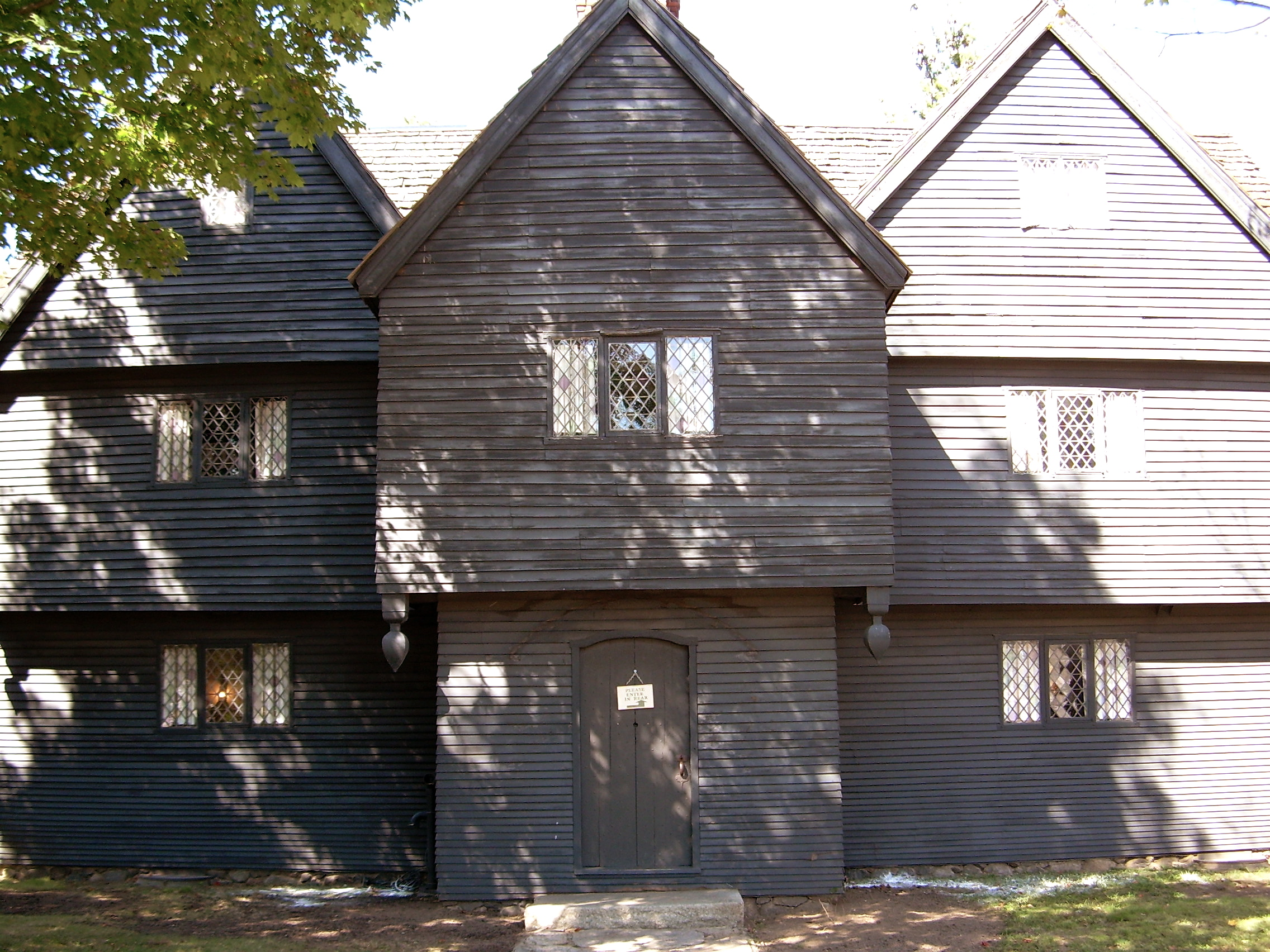
La maison de la sorcière ou maison de Jonathan Corwin, à Salem (Massachusetts), est typique du style primitif de Nouvelle-Angleterre.

L’architecture coloniale américaine — métonymie pour architecture coloniale des futurs États-Unis — désigne essentiellement cinq styles bien distincts de l'ère coloniale (c'est-à-dire depuis les premiers colons européens jusqu'à la guerre d'Indépendance étatsunienne) : le style post-médiéval anglais, les styles coloniaux néerlandais, français et espagnol, et le style georgien. Après la guerre d'indépendance, l'architecture georgienne se dépouille de son ornementation et, tout en conservant les canons du palladianisme, évolue vers un genre plus sévère et monumental, le style fédéral.

## Aperçu

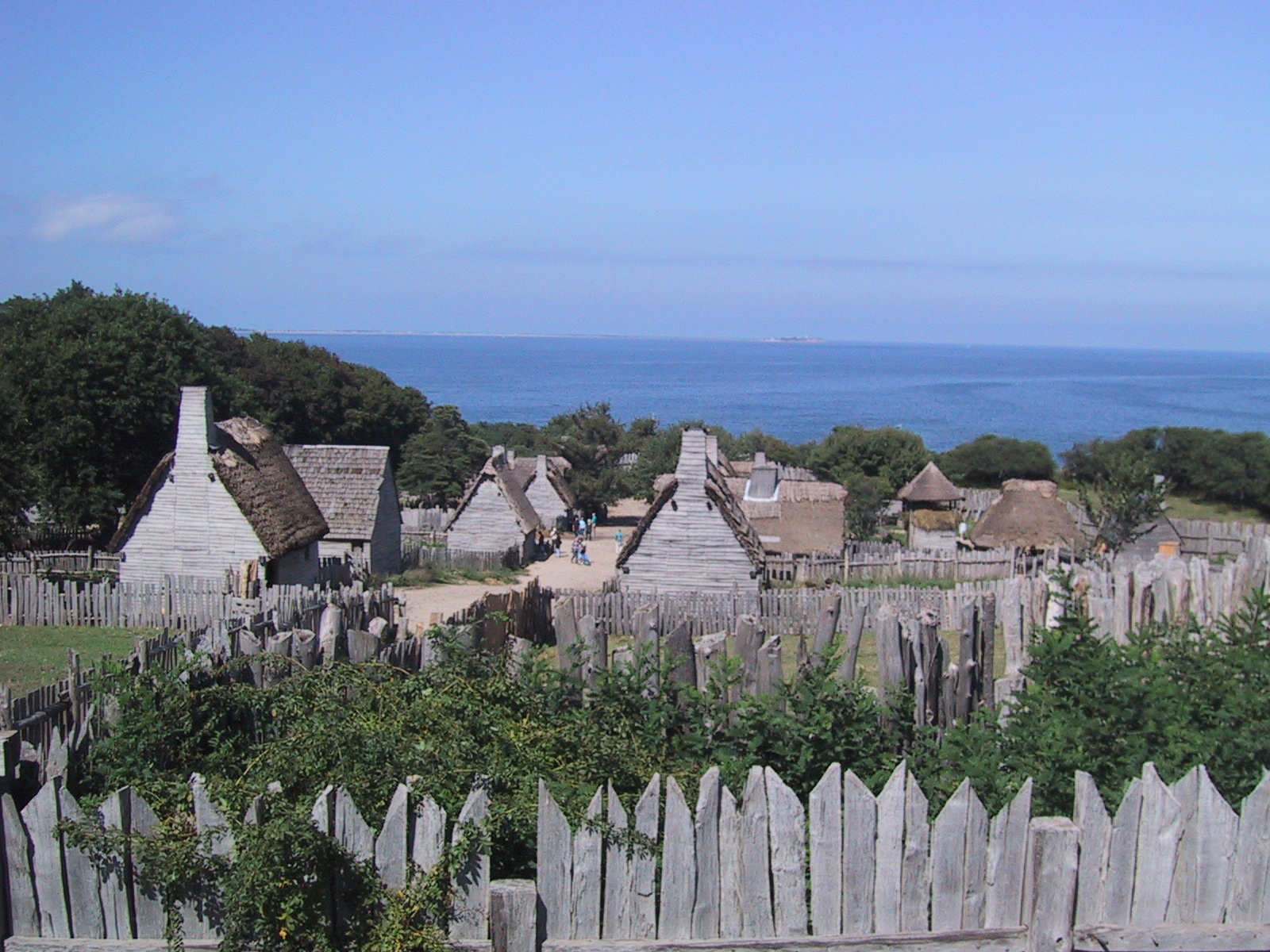
Plimoth Plantation, un musée vivant de Nouvelle-Angleterre, est une reconstitution de la colonie de Plymouth.

L'architecture des Treize Colonies porte l'empreinte des techniques et des styles d'Europe occidentale à l’Époque moderne. En Nouvelle-Angleterre, les maisons coloniales remontant au XVIIe siècle étaient essentiellement en bois, avec une structure inspirée de celle des comtés du sud-est de l'Angleterre. Les constructions sommaires de Nouvelle-Angleterre se divisent en deux catégories : le chalet dit saltbox (salière) et les chalets en planches du Cape Cod, où les Pères pèlerins se sont établis.
Les chalets dits en saltbox se caractérisent par un toit à double pente : une forte inclinaison de la toiture en façade, couvrant deux étages, et une inclinaison moindre à l'arrière, retombant sur une extension du rez-de-chaussée. La cheminée se trouve au centre et permet de distribuer la chaleur dans la plupart des pièces : ces constructions frustes et robustes étaient à la portée des outils des premiers colons.
Les maisons du style Cape Cod, à plan rectangulaire, sont les plus courantes au début du XVIIe siècle parmi les colons de Nouvelle Angleterre. Les premières maisons de la vallée de l'Hudson, de Long Island et du nord du New Jersey reflètent un type de construction courant à l'époque aux Pays-Bas et dans les Flandres : le mélange de pierre et de brique s'y démarque nettement des chalets en bois de Cape Cod. Dans le Maryland, la Virginie, et les Carolines, on retrouve un style différent, dit Southern Colonial, qui se caractérise par de grandes cheminées s'élevant au centre des deux pignons : d'une part, des maisons dont le rez-de-chaussée comporte deux pièces (vestibule et salle principale) ; d'autre part, des maisons à couloir central. Dans la Vallée du Delaware, les colons suédois ont introduit le chalet en rondins. Par la suite (après 1681), un style parfois appelé « colonial de Pennsylvanie » est apparu, qui incorpore des influences de l'architecture géorgienne ; quant au style Pennsylvania Dutch, apporté par les immigrants alémaniques du XVIIIe siècle adeptes de l’anabaptisme, il subsiste dans certaines vallées du sud-est de la Pennsylvanie.

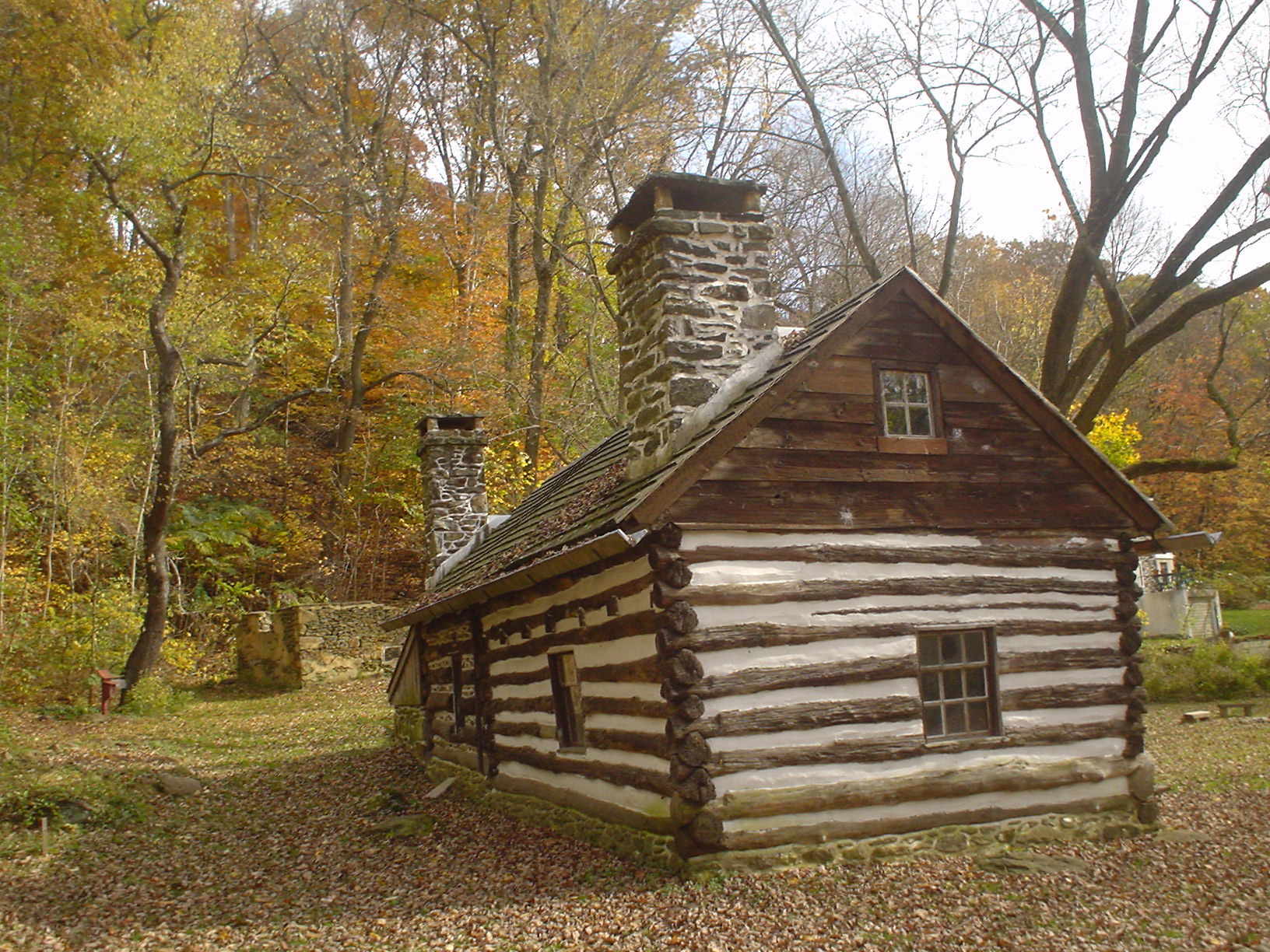
Le Chalet suédois (vers 1640–1650), édifice classé de Drexel Hill, dans le faubourg d'Upper Darby (Pennsylvanie), est sans doute l'un des plus vieux des États-Unis.

Les autres constructions anciennes des États-Unis reflètent les traditions architecturales des autres puissances coloniales actives en Amérique du Nord : le style de Louisiane est désigné comme « colonial français » ; le style  colonial espagnol (Floride, Louisiane, Nouveau Mexique, Texas, Arizona et Californie) rappelle plusieurs motifs de la Renaissance en Espagne et de l'architecture baroque vivace au Mexique.

## Classification
Le style colonial primitif (First Period) désigne celui des premiers foyers de Jamestown (Virginie) (1607), de Plymouth (Massachusetts) (1620) et des autres colonies britanniques le long de la côte. Un exemple de cette architecture est la maison de Paul Revere à Boston.
Ces constructions comportent une toiture à pente raide, de petites fenêtres à la française aux carreaux cloisonnés au plomb (à cause de la rareté du verre dans les colonies), une imposante cheminée et, pour les demeures les plus luxueuses, une abondante ornementation.

### Le style colonial français

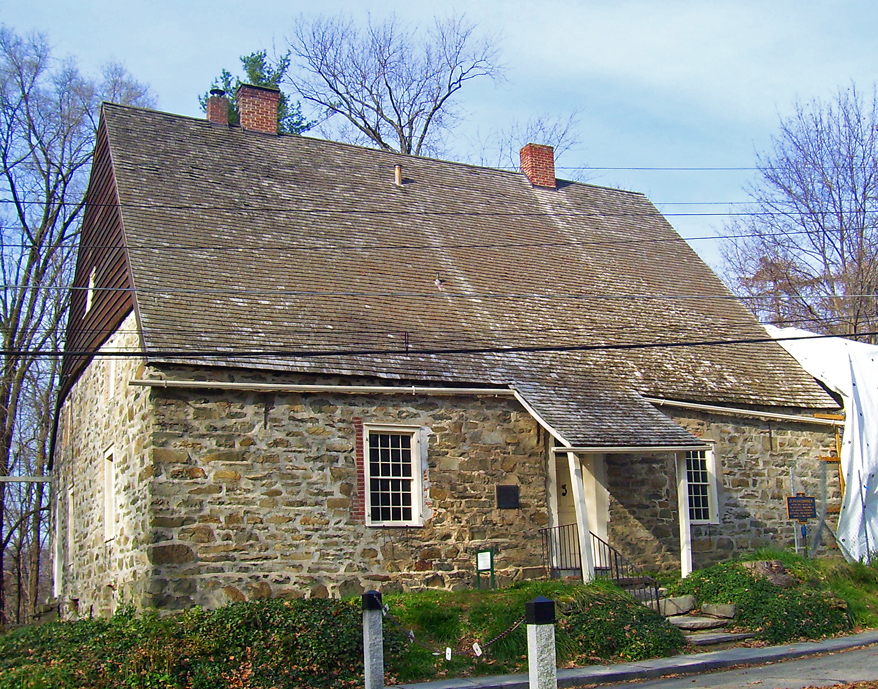
Maison du réfugié huguenot Jean Hasbrouck à Palz (1721), dans la province de New York.

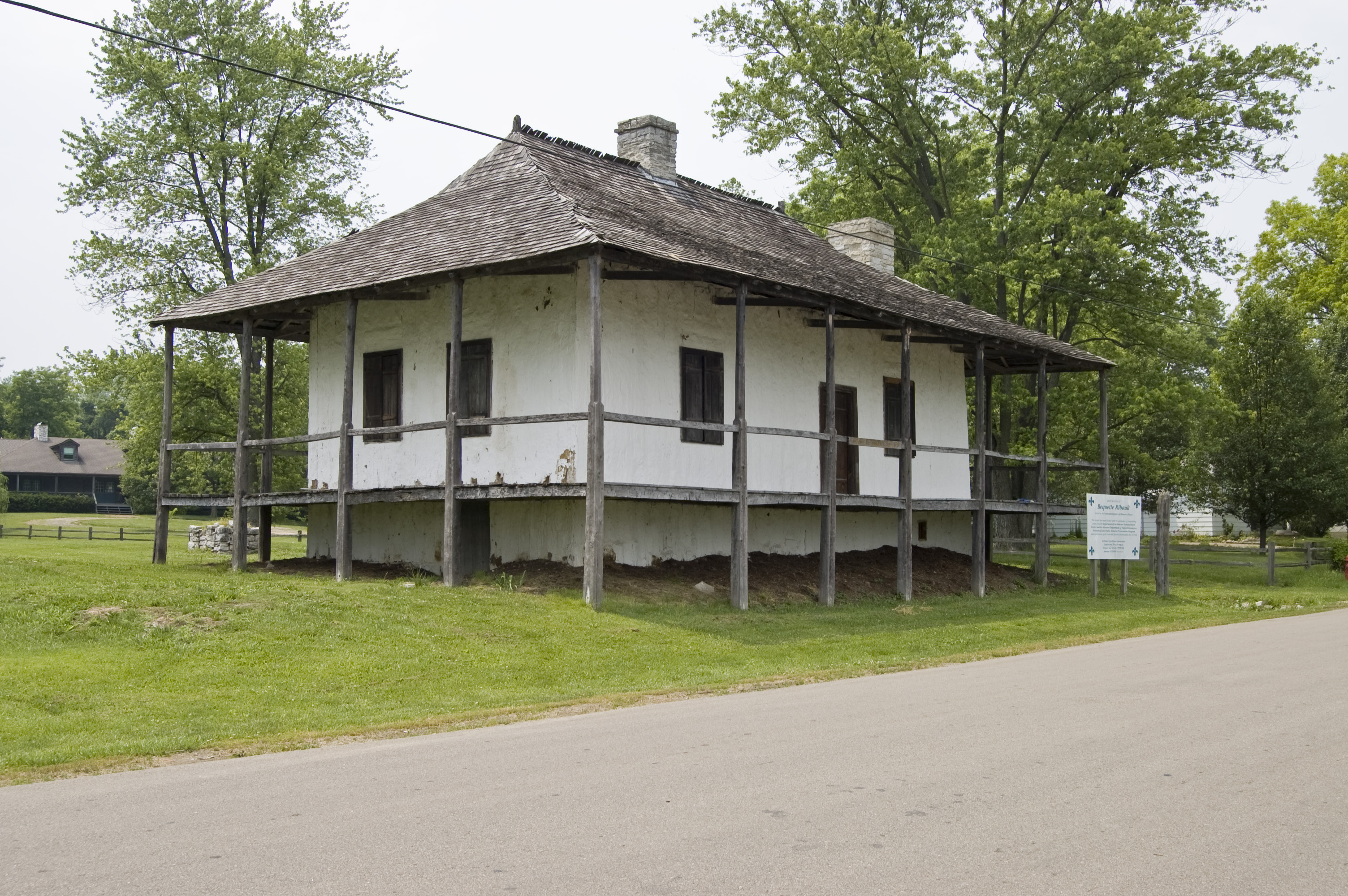
La maison Béquette–Ribault à Sainte-Geneviève (Missouri, 1778).

Ce style s'est épanoui en Nouvelle-France mais, compte tenu de l'étendue des territoires concernés et de la variété des climats, il est loin de constituer une unité. Pour les constructions en pierre du Canada, les autorités du XVIIe et du XVIIIe siècle se sont efforcées de respecter les canons de l'architecture classique ; mais la grande majorité des postes de traite et des missions comportaient des édifices en charpente. Deux officiers anglais ont laissé une description de la chapelle établie par le P. Racle parmi les Abénaquis aux confins de l'Acadie.
Les plus anciennes maisons de la vallée du Mississippi sont dites à poteaux-en-terre : elles comportent un toit en croupe couvrant un péristyle fait de poteaux en bois de cèdre fichés dans le sol, et formant un porche adapté au climat continental.
Vers 1770, l'architecture française a évolué vers le style briquette-entre-poteaux typique des quartiers historiques de la Nouvelle-Orléans et ailleurs en Louisiane. Elle comportaient une porte à double battant et persiennes, un toit en croupe à pente brisée et des lucarnes.

### Le style colonial espagnol

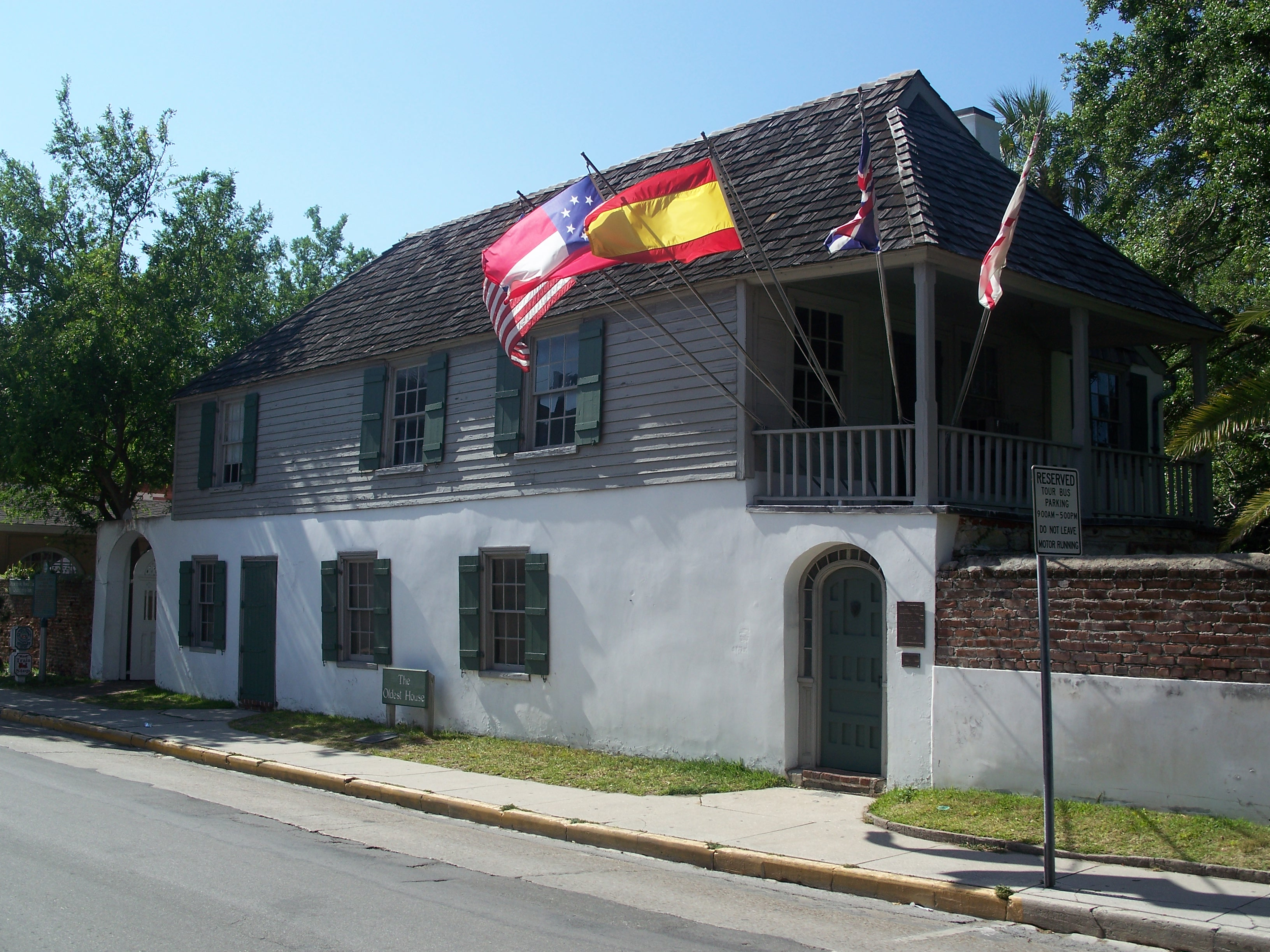
La maison Gonzalez–Alvarez à St. Augustine, en Floride, construite en 1723.

Éclos dans les premières colonies des Antilles et du Mexique, le style colonial espagnol se manifeste pour la première fois aux États-Unis à Saint Augustine, la plus vieille ville du pays, fondée en 1565. L'habitation de base en Floride espagnole était une maison en planches, pavillon d'une seule pièce couvert de chaume. La pierre de construction locale, la coquina, est une lumachelle dont l'emploi remonte à 1598 et a continué d'être utilisé jusque dans les années 1930. On a retrouvé des carrières de coquina sur l'île Anastasia : ce matériau a permis la construction du Castillo de San Marcos, du Fort Matanzas, de la cathédrale-basilique de Saint Augustine. Pour le dallage, on étalait un béton de coquillage, mêlant chaux, coquilles, cendres et sable. Au XVIIIe siècle, les foyers les plus modestes étaient faits de coquillages hourdis à la chaux. Souvent à deux étages, les maisons comportaient une vaste entrée dont la fraicheur rendait supportable le climat tropical de la Floride.
À travers le Sud-Ouest, ce style s'est mâtiné au contact de l'architecture des Pueblos indigènes. Dans la province de Haute-Californie (l'actuelle Californie), compte tenu de l'absence de pierre de taille et du manque de maçons, ce style s'est dépouillé pour permettre l'établissement des missions entre 1769 et 1823 : les ranchos de Californie étaient faits de briques en torchis.

### Le style colonial néerlandais

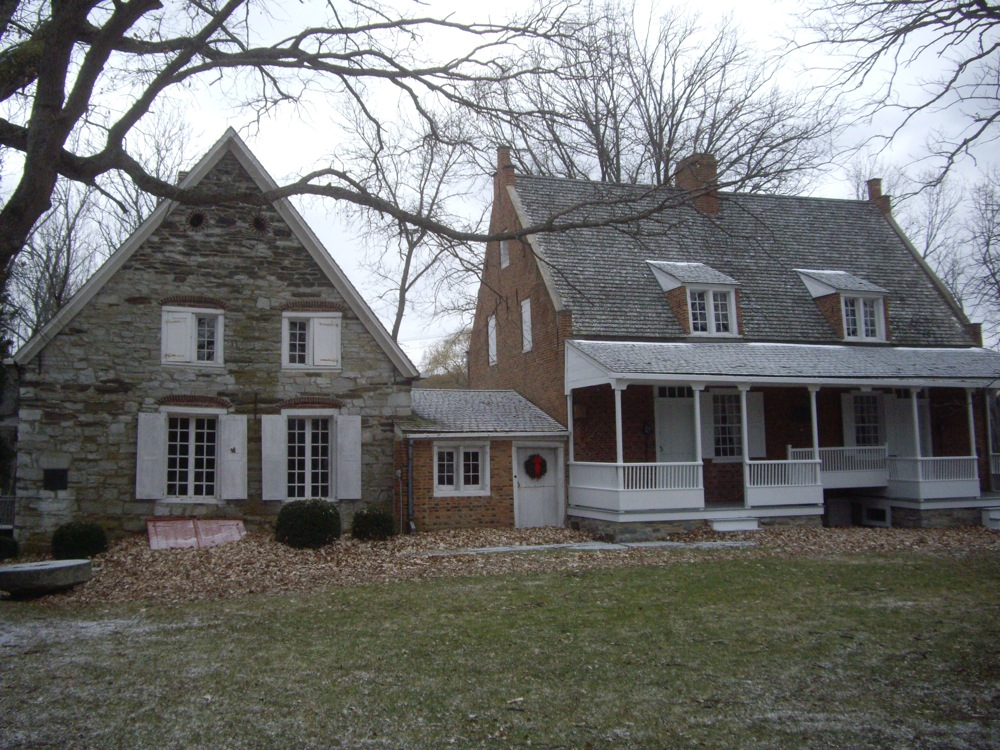
La maison Bronck dans le faubourg de Coxsackie (New York, 1663).

Cette architecture est apparue vers 1630 avec la fondation de La Nouvelle-Amsterdam et la colonisation néerlandaise de la Vallée de l'Hudson et du comté de Bergen, dans l'actuel New Jersey,. Au début, les colons n'ont construit que de petits pavillons en pierre d'une seule pièce, à toit en mansarde pour y aménager un grenier ; puis à La Nouvelle-Amsterdam dès 1670, les maisons à pignon avec un étage se multiplient.
Dans les régions rurales plus reculées, la ferme flamande a évolué vers une maison longue à pignons rectangulaires aux extrémités. Vers 1720, le toit en mansarde, prolongé d'un avant-toit en façade pour préserver le mortier de glaise de l'appareil en pierre et des fondations, était intégré au style anglais primitif.
Le comté de Monmouth, dans le centre du New Jersey, a conservé plusieurs exemples d'une variante, dite architecture anglo-flamande. Les maisons de ce style se reconnaissent à la présence d'une pièce plus ancienne, de style flamand, agrandie par des éléments de style géorgien : ainsi la maison Hankinson–Moreau–Covenhoven, la maison Holmes-Hendrickson et d'autres édifices du Parc d'état du champ de bataille de Monmouth.

### L'architecture virginienne

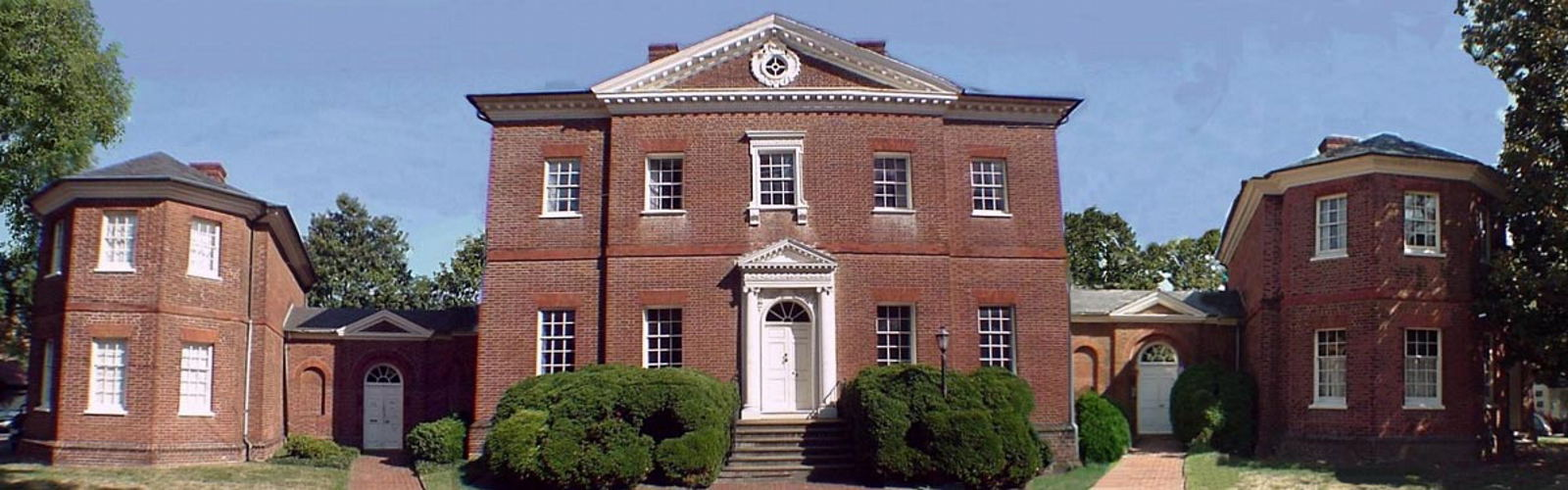
Façade de l'hôtel particulier Hammond–Harwood.

La baie de Chesapeake a été la première zone de colonisation britannique en Amérique du Nord. Le type de maison le plus courant, en pierre ou en bois, parmi ces premiers colons, de 1607 jusqu'à la défaite de la Couronne d'Angleterre en 1776, ne comporte qu'une pièce qui affecte, comme l'a reconnu dans les années 1930 le géographe Fred Kniffen,, (Université d’État de Louisiane), un plan caractéristique « en I. » La cheminée de ces maisons, divisant le pignon, est tantôt intérieure, tantôt extérieure. L'influence académique, si elle saute aux yeux, n'a en fait jamais dominé le patrimoine bâti.
Le meilleur exemple d'architecture Mid-Atlantic reste le manoir Hammond–Harwood à Annapolis (Maryland) (1774) : cette demeure est calquée sur la villa Pisani à Montagnana, l'un des chefs-d’œuvre d'Andrea Palladio (1570). Son architecte, William Buckland l'a adaptée avec beaucoup d'à-propos au climat subtropical de la Baie de Chesapeake.

### Le style colonial géorgien

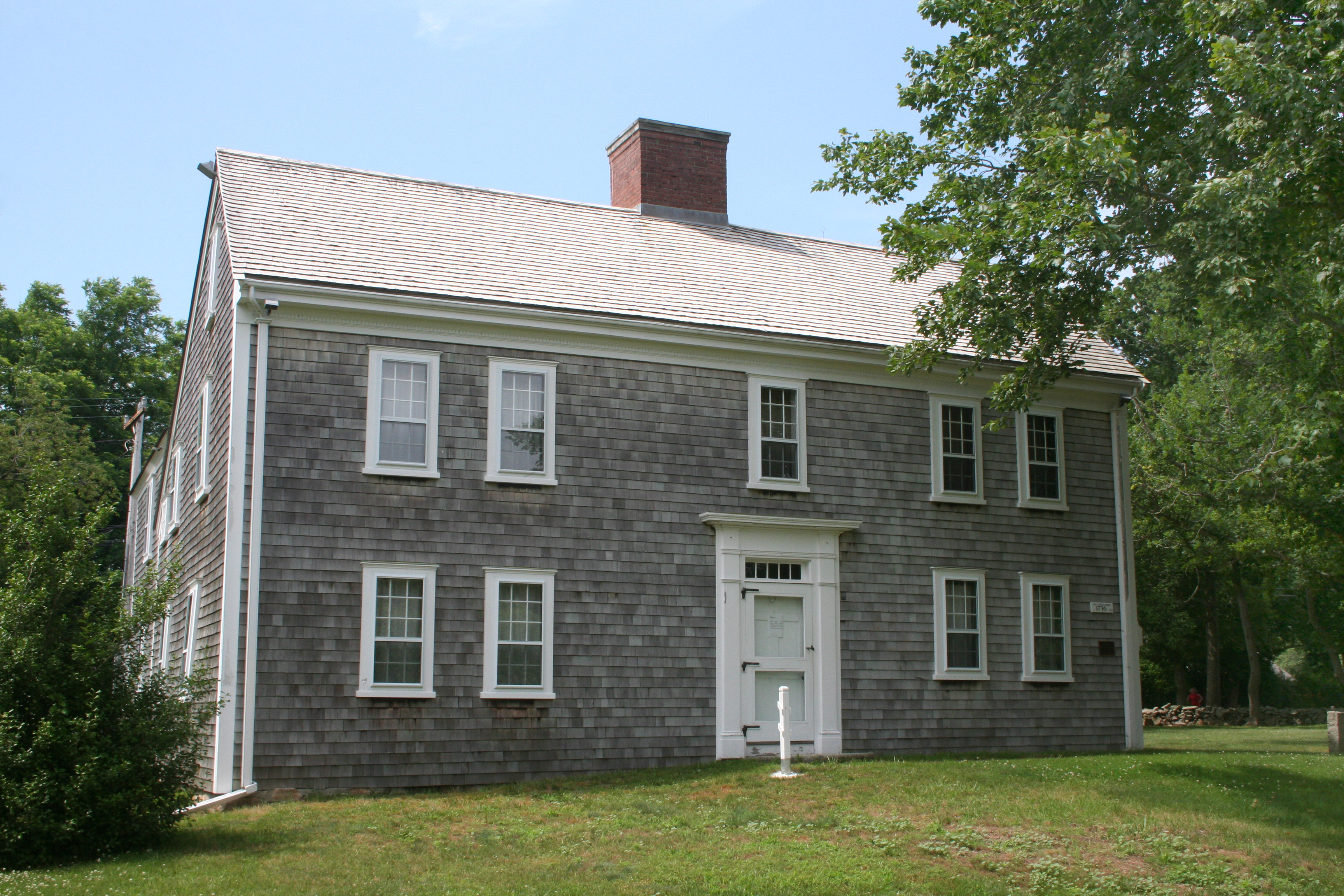
Josiah Dennis House, Dennis, Massachusetts, built 1735, Georgian colonial

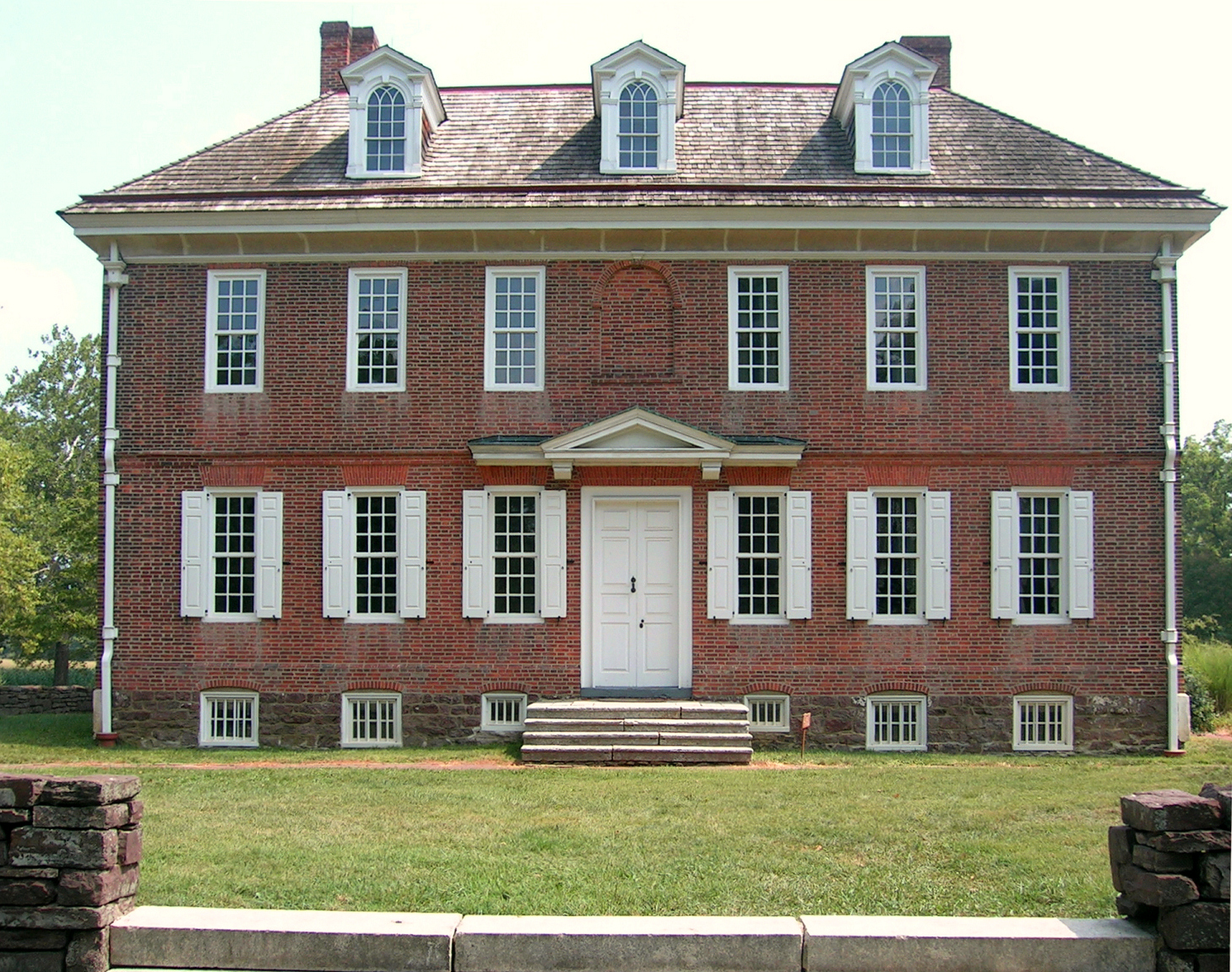
Hope Lodge (1750), à Whitemarsh dans le Comté de Montgomery (Pennsylvanie).

Les manoirs géorgiens, populaires sous les règnes de George II et de George III, sont typiquement des constructions en brique à contreventement en bois, ceintes de poteaux en bois peints en blanc ; mais dans la Virginie coloniale, ils se mélangeaient aux maisons rectangulaires à simple bardage en bois, parfois vernis pour les démarquer, par leur teinte jaune pâle caractéristique, des autres édifices. La plupart avaient plusieurs cheminées. L'architecture géorgienne est une évolution de l'architecture classique qui doit beaucoup aux innovations introduites par Christopher Wren, concepteur du Wren Building à Williamsburg.
La maison géorgienne comporte ordinairement un salon, une salle à manger et parfois une pièce commune ; les chambres sont à l'étage. La cheminée (il y en a parfois même deux) peut atteindre de grandes proportions.